# Верхньокоропецька сільська рада
| Верхньокоропецька сільська рада — колишній орган місцевого самоврядування у Мукачівському районі Закарпатської області з адміністративним центром у с. Верхній Коропець. Сільській раді були підпорядковані населені пункти: - с. Верхній Коропець - с. Буковинка - с. Кучава - с. Куштановиця |

## Склад ради
Рада складалася з 20 депутатів та голови.

## Керівний склад сільської ради
| ПІБ                      | Основні відомості                                                                  | Дата обрання | Дата звільнення |
| ------------------------ | ---------------------------------------------------------------------------------- | ------------ | --------------- |
| Мішко Іван Федорович     | Сільський голова, 1962 року народження, освіта, член Соціалістичної партії України | 26.03.2006   | 31.10.2010      |
| Химич Володимир Іванович | Сільський голова, 1964 року народження, освіта вища, безпартійний                  | 31.10.2010   |                 |

Примітка: таблиця складена за даними джерела

## Населення
Згідно з переписом УРСР 1989 року чисельність наявного населення сільської ради становила 3144 особи, з яких 1505 чоловіків та 1639 жінок.
За переписом населення України 2001 року в сільській раді мешкало 2916 осіб.

### Мова
Розподіл населення за рідною мовою за даними перепису 2001 року:
| Мова       | Відсоток |
| ---------- | -------- |
| українська | 95,13 %  |
| німецька   | 3,37 %   |
| російська  | 1,06 %   |
| угорська   | 0,31 %   |
| білоруська | 0,03 %   |
| молдовська | 0,03 %   |